# Медин, Николай Михайлович
Николай Михайлович Медин (1924—2007) — лейтенант Рабоче-крестьянской Красной Армии, участник Великой Отечественной войны, Герой Советского Союза (1944).

## Биография
Родился 7 августа 1924 года в деревне Зеленево (ныне — Рязанский район Рязанской области). После окончания семи классов школы работал в колхозе. В 1942 году был призван на службу в Рабоче-крестьянскую Красную Армию. В 1943 году он окончил Рязанское пехотное училище. С августа того же года — на фронтах Великой Отечественной войны.
К сентябрю 1943 года лейтенант Николай Медин командовал ротой 29-го стрелкового полка 38-й стрелковой дивизии 40-й армии Воронежского фронта. Отличился во время битвы за Днепр. 23 сентября 1943 года рота под командованием Николая Медина переправилась через Днепр в районе села Григоровка Каневского района Черкасской области Украинской ССР и приняла активное участие в боях за захват и удержание плацдарма на его западном берегу, отразив 8 немецких контратак. В тех боях получил тяжёлое ранение, но продолжал сражаться до прибытия замены себе.
Представлен к награждению званием Героя Советского Союза за «мужество и героизм, проявленные при форсировании Днепра и удержании плацдарма на его правом берегу». Указом Президиума Верховного Совета СССР «О присвоении звания Героя Советского Союза генералам, офицерскому, сержантскому и рядовому составу Красной Армии» от 10 января 1944 года за «образцовое выполнение боевых заданий командования на фронте борьбы с немецко-фашистскими захватчиками и проявленные при этом отвагу и геройство» был удостоен высокого звания Героя Советского Союза с вручением ордена Ленина и медали «Золотая Звезда» за номером 2820.
После окончания войны был уволен в запас. Проживал и работал в Рязани. Умер 4 февраля 2007 года, похоронен на Скорбященском кладбище Рязани.
Был также награждён орденом Отечественной войны 1-й степени и рядом медалей.